# Щасливої дороги! (фільм)
«Щасливої дороги!» (Бон вояж; фр. Bon Voyage) — французький кінофільм режисера Жана-Поля Раппно 2003 року. Стрічка була номінована в 11 категоріях на здобуття премії «Сезар», у трьох з яких перемогла .

## Сюжет
Франція, червень 1940 року. До здобуття Парижа німцями залишаються лічені дні. Молодий письменник-початківець Фредерік (Грегорі Деранже) зустрічає в Парижі свою колишню кохану Вів'єн (Ізабель Аджані), яка стала знаменитою, вередливою акторкою кіно. Через неї він потрапляє до в'язниці, хоча сам і не винен. У цей час німці нападають на Францію. Увесь Париж тікає на південь країни. Евакуювали й ув'язнених. У хаосі відступу Фредеріку разом з його новоспеченим другом Раулем (Іван Атталь) вдається сховатися від конвою. Вони прямують до Бордо. Дорогою знайомляться з професором-фізиком Копольским (Жан-Марк Стель) і його юною асистенткою Каміллою (Вірджинія Ледоєн), які намагаються врятувати від німців свою розробку — «важку воду», необхідну для створення атомної бомби. На них полюють німецькі шпигуни, один з яких удає з себе за журналіста Алекса Вінклера (Пітер Койот). Професорові треба дістати дозвіл на вивезення «води» до Англії у міністра внутрішніх справ Жана-Етьєна Бофора (Жерар Депардьє), але той забороняє вивозити «національне надбання».

## У ролях
| Актор(ка)         |   | Роль                 |
| ----------------- | - | -------------------- |
| Ізабель Аджані    | … | Вів'єн Данверс       |
| Жерар Депардьє    | … | Жан-Етьєн Бофор      |
| Вірджинія Ледоєн  | … | Камілла              |
| Грегорі Деранже   | … | Фредерік Огер        |
| Іван Атталь       | … | Рауль                |
| Пітер Койот       | … | Алекс Вінклер        |
| Жан-Марк Стель    | … | професор Копольський |
| Орор Клеман       | … | Жаклін де Люссі      |
| Едіт Скоб         | … | мадам Арбісот        |
| Ксав'єр Де Гійбон | … | Бремон               |
| Мішель Вюєрмоз    | … | месьє Жирард         |

## Нагороди та номінації
| Нагороди та номінації | Нагороди та номінації                  | Нагороди та номінації                           | Нагороди та номінації                  | Нагороди та номінації | Нагороди та номінації |
| Рік                   | Нагорода                               | Категорія                                       | Номінант                               | Результат             |                       |
| --------------------- | -------------------------------------- | ----------------------------------------------- | -------------------------------------- | --------------------- | --------------------- |
| 2003                  | Фестиваль романтичних фільмів у Кабурі | Найкращий режисер                               | Жан-Поль Раппно                        | Перемога              |                       |
| 2004                  | Премія «Сезар»                         | Найкращий фільм                                 | Щасливої дороги!                       | Номінація             |                       |
| 2004                  | Премія «Сезар»                         | Найкращий режисер                               | Жан-Поль Раппно                        | Номінація             |                       |
| 2004                  | Премія «Сезар»                         | Найперспективніший актор                        | Грегорі Деранже                        | Перемога              |                       |
| 2004                  | Премія «Сезар»                         | Найкращий актор другого плану                   | Іван Атталь                            | Номінація             |                       |
| 2004                  | Премія «Сезар»                         | Найкращий оригінальний або адаптований сценарій | Жан-Поль Раппно, Патрік Модіано        | Номінація             |                       |
| 2004                  | Премія «Сезар»                         | Найкращий оператор                              | Тьєррі Арбоґаст                        | Перемога              |                       |
| 2004                  | Премія «Сезар»                         | Найкращі декорації                              | Катрін Латерьє, Жак Руксэль            | Перемога              |                       |
| 2004                  | Премія «Сезар»                         | Найкраща музика до фільму                       | Габріель Яред                          | Номінація             |                       |
| 2004                  | Премія «Сезар»                         | Найкращий дизайн костюмів                       | Катрін Латерьє                         | Номінація             |                       |
| 2004                  | Премія «Сезар»                         | Найкращий монтаж                                | Мерилін Монтьє                         | Номінація             |                       |
| 2004                  | Премія «Сезар»                         | Найкращий звук                                  | П'єр Гаме, Жан Гудьєр, Домінік Еннекен | Номінація             |                       |
| 2004                  | Премія «Люм'єр»                        | Найперспективніший актор                        | Грегорі Деранже                        | Перемога              |                       |